# Jean-Christophe De Clercq

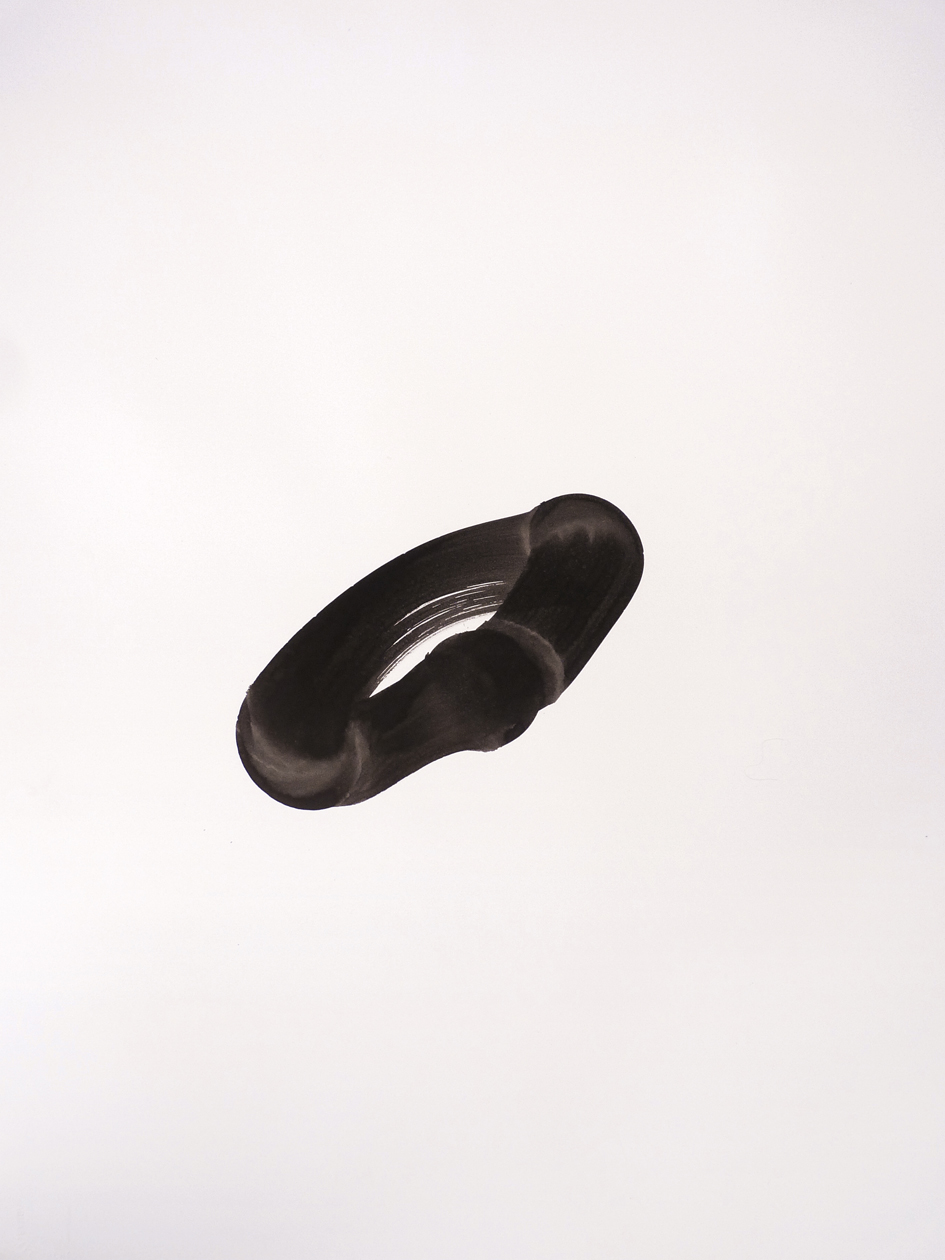
Malerei von Jean-Christophe De Clercq

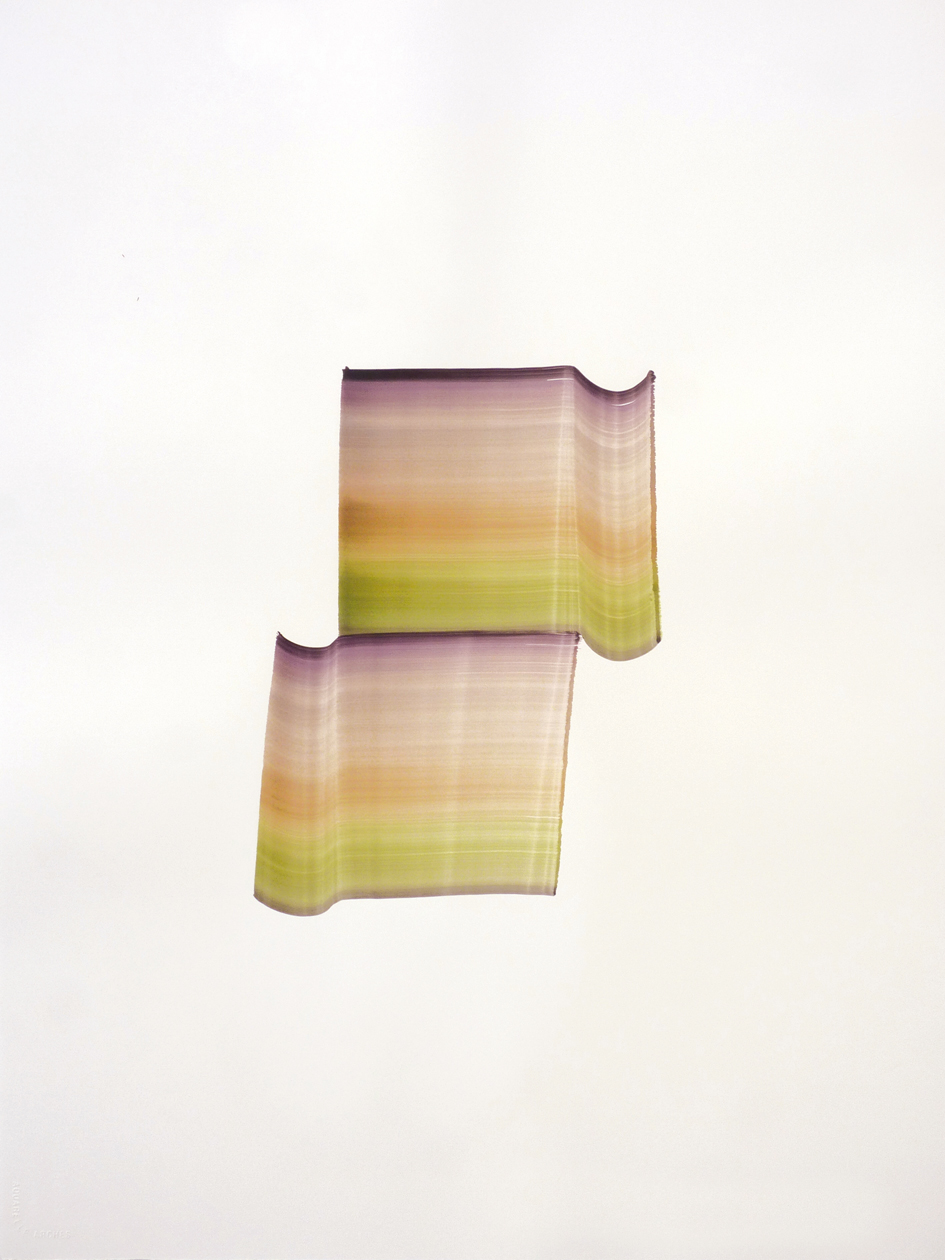
Malerei von Jean-Christophe De Clercq

 Jean-Christophe De Clercq  (* 1966 in Issy-les-Moulineaux) ist ein französischer Maler, Fotograf und Videokünstler.

## Leben
De Clercq lernte Freskenrestaurator. Von 1988 bis 1994 war er in der Ostschweiz tätig, unter anderem als Bühnenmaler des Theaters St. Gallen. Er lebt in Champeix in der Auvergne (2012). Der Kunstkritiker Jacques Henric schrieb im Katalog zur Ausstellung in der Galerie Arkos von 2007 als Definition der Malerei von Jean-Christophe De Clercq: „Das Wirkungsmaximum mit einem Minimum von Mitteln“ (Produire le maximum d’effets avec un minimum de moyens).

## Einzelausstellungen
- 1988: Kulturelles Zentrum Das Haus, Rorschach, Schweiz
- 1990: Galerie Windeg, Herisau, Schweiz
- 2001: Galerie Garde à vue, Clermont-Ferrand, Frankreich
- 2001: Galerie Lazertis, Zürich, Schweiz
- 2005: Galerie 14, Paris, Frankreich
- 2005: Galerie Arkos, Clermont-Ferrand, Frankreich
- 2006: Galerie Africana, Zürich[1], Schweiz
- 2006: Galerie Lazertis, Zürich, Schweiz
- 2007: Galerie Arkos, Clermont-Ferrand, Frankreich
- 2008: Établissement thermal du Mont-Dore, Route des villes d’eaux du massif central, Le Mont-Dore, Frankreich[2]
- 2009: Paul Smith, Paris, Frankreich
- 2011: Salles Jean-Hélion, Centre culturel Nicolas-Pomel, Issoire, Frankreich
- 2014: Galerie Arigang. Maison de la Corée, Clermont-Ferrand.
- 2015: Lycée René-Descartes, Cournon.
- 2016: Galerie Louis Gendre, Chamalières.

## Gruppenausstellungen
- 2002: FRAC Auvergne, Territoires inoccupés, Clermont-Ferrand[3]
- 2003: Les mars de l’art contemporain, Saint-Saturnin, Clermont-Ferrand[4]
- 2003: Galerie Garde à Vue, Autour d’un rouge. Clermont-Ferrand
- 2004: Graphes et Partition, site expérimental des pratiques artistiques, Rennes, in Zusammenarbeit mit der FRAC Bretagne
- 2006: Galerie 14, Paris[5]
- 2006: Galerie Arkos, Tous ensemble. Clermont-Ferrand
- 2008: Galerie L.J. Beaubourg, Paris[6]
- 2012: Verein für Originalgraphik, Zürich[7]
- 2012: Sangallensia IV - Christian Roellin Gallery, St. Gallen[8][9].
- 2013: FRAC Auvergne, Sous l’Amazone coule un fleuve, Clermont-Ferrand.
- 2015: Recto Verso, Fondation Louis Vuitton.
- 2015: Les Tours de lumière, Saint-Saturnin.
- 2015: Sangallensia VI - Christian Roellin Gallery, Saint-Gall.
- 2015: Un dessein de dessins. FRAC Auvergne.
- 2016: A quoi tient la beauté des étreintes, FRAC Auvergne.
- 2017: Matières d'Art, Jardins du château d'Hauterive.

## Öffentliche Sammlungen
- FRAC Auvergne
- Direction de la culture, Canton de Saint-Gall, Suisse.